# Musikmuseum Basel

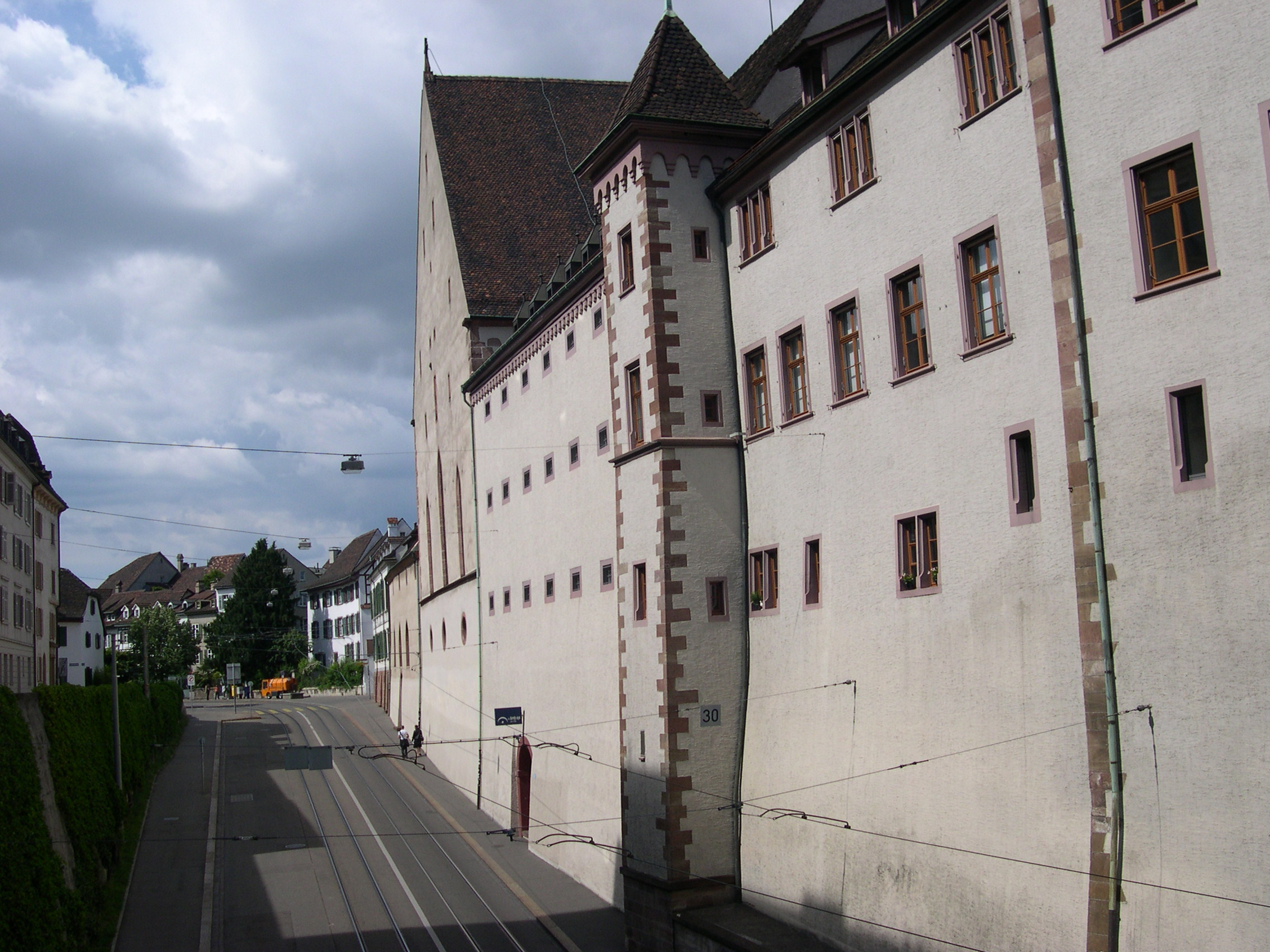
Lohnhof am Kohlenberg mit dem Musikmuseum im Zellentrakt

Das Musikmuseum Basel im Lohnhof am Kohlenberg ist ein Zweigmuseum des Historischen Museums Basel. Es besitzt mit über 3'300 Objekten die grösste Musikinstrumentensammlung der Schweiz.

## Geschichte
Das Historische Museum Basel ging 1894 aus der 1856 geschaffenen Mittelalterlichen Sammlung hervor. Seinen Ursprung hat es aber, wie das Kunstmuseum Basel, in der bürgerlichen Kunstkammer der Familie Amerbach im 16. Jahrhundert. Die Sammlung umfasste neben Zeugnissen der Kunst des Kunsthandwerks und der Alltagskultur auch zahlreiche Musikinstrumente. Eine private Schenkung öffnete 1995 die Einrichtung eines Musikinstrumentenmuseums, das im Jahr 2000 eröffnet wurde.

## Gebäude
Untergebracht ist das im Musikmuseum im Gebäudekomplex des mittelalterlichen Chorherrenstifts St. Leonhard im Stadtzentrum über dem Barfüsserplatz, gegenüber der Barfüsserkirche. Ab 1669 hatten dort die Lohnherren (Vorsteher über das Bauwesen) ihren Sitz, weshalb der Komplex Lohnhof heisst. Von 1835 bis 1995 dienten die Bauten als Untersuchungsgefängnis. Dazu waren grössere Um- und Ausbauten, unter anderem von 1852 bis 1855 und 1897, nötig. Nach der Aufhebung des Gefängnisses wurde der Lohnhof von 1996 bis 2000 zu Wohnungen, einem Hotel und dem Musikmuseum umgebaut. Das Museum belegt den ehemaligen Zellentrakt. 

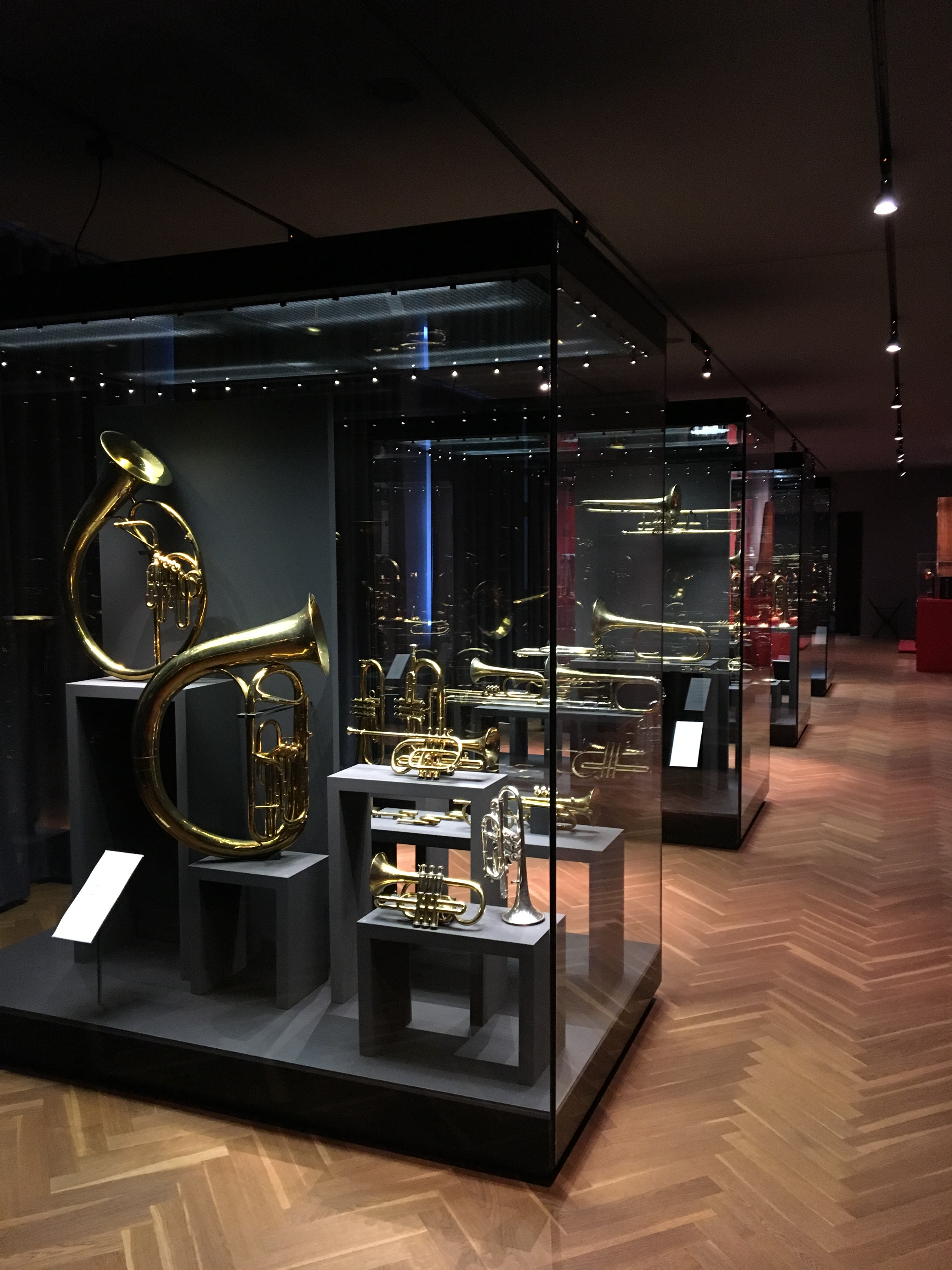
Ausstellung der Blechblasinstrumente

## Ausstellungsgut
In einundzwanzig Zellen werden fünf Jahrhunderte europäischer Musikgeschichte mit den drei folgenden Schwerpunkten gezeigt:
- 650 Instrumente des 16. bis 20. Jahrhunderts
- Konzert, Choral und Tanz
- Parade, Feier und Signal

Ausstellungsgegenstände reichen von einer Trommel, datiert von 1571, über eine reich verzierte Viola da gamba von Joachim Tielke (um 1704) bis hin zu einem Orchestrion «Weber-Unika» aus dem Jahr 1925. Über ein multimediales Informationssystem kann dabei die Welt der Instrumente klingend erfahren werden.